# Spertiniite
La spertiniite è un minerale.